# Тищук Віктор Володимирович
Ві́ктор Володи́мирович Тищу́к — полковник Державної прикордонної служби України.
Станом на березень 2016 року — начальник оперативно-розшукового відділу, Луганський прикордонний загін.

## Нагороди
За особисту мужність і героїзм, виявлені у захисті державного суверенітету та територіальної цілісності України, вірність військовій присязі під час бойових дій та при виконанні службових обов'язків, відзначений — нагороджений
- 13 серпня 2015 року — орденом Данила Галицького.